# Jerzy Rubach
Jerzy Jan Rubach (ur. 16 lutego 1948 w Gdyni) – polski językoznawca i fonolog, anglista, profesor Uniwersytetu Warszawskiego i University of Iowa. Autor prac badawczych z zakresu fonologii generatywnej i leksykalnej języków germańskich i słowiańskich, a także systemu fonologicznego i innych aspektów dialektu kurpiowskiego. 

## Zarys biografii i kariery naukowej
Absolwent Liceum im. Jana Zamoyskiego w Warszawie (1966) oraz Instytutu Anglistyki Uniwersytetu Warszawskiego (1971). W 1975 uzyskał stopień doktora na Uniwersytecie Warszawskim, a w 1981 stopień doktora habilitowanego na Uniwersytecie im. Adama Mickiewicza w Poznaniu (na podstawie pracy Cyclic Phonology and Palatalization in Polish and English, Wydawnictwa Uniwersytetu Warszawskiego 1981). Tytuł profesora otrzymał 29 czerwca 1988 roku. Od roku 1984 jest kierownikiem Zakładu Języka Angielskiego w Instytucie Anglistyki UW, w latach 1984–1990 był dyrektorem Instytutu Anglistyki UW.
Był profesorem wizytującym w szeregu europejskich i amerykańskich uniwersytetów, m.in. na Wolnym Uniwersytecie w Amsterdamie (Holandia), w Uniwersytecie Poczdamskim w Niemczech, Uniwersytecie Illinois w Urbanie i Champaign, Uniwersytecie Waszyngtonu, Uniwersytecie Stanu Ohio, Uniwersytecie Kalifornijskim w San Diego. Od 1990 jest profesorem językoznawstwa w Department of Linguistics University of Iowa.
Autor ukazujących się w najważniejszych międzynarodowych czasopismach językoznawczych (m.in. „Language”, „Linguistic Inquiry”, „Phonology”, „Journal of Linguistics”) prac na temat fonologii języków angielskiego, polskiego, słowackiego, rosyjskiego, ukraińskiego, niderlandzkiego i innych. Współtwórca teorii fonologii leksykalnej oraz derywacyjnej teorii optymalności (ang. derivational optimality theory) – wersji teorii optymalności dopuszczającej istnienie poziomów derywacyjnych. Opublikował w formie książkowej m.in. podręcznik klasycznej fonologii generatywnej Analysis of Phonological Structures (1982), monografię dotyczącą palatalizacji w języku polskim w ujęciu fonologii leksykalnej (Cyclic and Lexical Phonology: The Structure of Polish, 1984) oraz wydaną w serii Oxford University Press The Phonology of the World’s Languages monografię o fonologii języka słowackiego The Lexical Phonology of Slovak (1993, 2005).
Badając od 2003 system fonologiczny dialektu kurpiowskiego, opracował dla niego jednolite zasady pisowni, które przedstawił w opublikowanej w 2009 książce Zasady pisowni kurpiowskiego dialektu literackiego. Zostały one bardzo szybko przyjęte przez Związek Kurpiów i są rozpowszechniane i utrwalane w kolejnych publikacjach po kurpiowsku i na temat dialektu kurpiowskiego.

## Wybrane prace

### Książki
- Kurpiowska ortografia, Związek Kurpiów, Ostrołęka 2019, ISBN 978-83-953060-1-3.
- Kurpiowska deklinacja, Związek Kurpiów, Ostrołęka 2017, ISBN 978-83-946450-2-1.
- Kurpiowska koniugacja, Związek Kurpiów, Ostrołęka 2016, ISBN 978-83-940655-6-0.
- Zasady pisowni kurpiowskiego dialektu literackiego, Związek Kurpiów, Ostrołęka 2009, ISBN 978-83-923536-3-8.
- The Lexical Phonology of Slovak, Oxford University Press, Oxford 1993, ISBN 978-0-19-824000-6.
- Cyclic and Lexical Phonology. The Structure of Polish, Foris Publications, Dordrecht 1984, ISBN 3-11-139283-X.
- Analysis of Phonological Structures, Państwowe Wydawnictwo Naukowe, Warszawa 1982, ISBN 83-01-01038-X.
- Cyclic Phonology and Palatalization in Polish and English, Wydawnictwa Uniwersytetu Warszawskiego, Warszawa 1981, OCLC 830211409.
- Changes of Consonants in English and Polish: A Generative Account, Zakład Narodowy im. Ossolińskich, Wrocław 1977, OCLC 3699865.

### Publikacje w czasopismach i pracach zbiorowych
- Chain Effects in Kurpian, „Journal of Linguistics” 56 (2020), ss. 663–690, ISSN 0022-2267.
- Three Arguments for Underspecified Representations, „Studies in Polish Linguistics” 4 (2019), ss. 191–217, ISSN 1732-8160.
- Surface Velar Palatalization in Polish, „Natural Language and Linguistic Theory” 37:4 (2019), ss. 1421–1462, ISSN 0167-806X.
- Polish Yers: Representation and Analysis, „Journal of Linguistics” 52 (2016), ss. 421–466, ISSN 0022-2267.
- Exceptional Segments in Polish, „Natural Language and Linguistic Theory” 31 (2013), ss. 1139–1162, ISSN 0167-806X.
- Syllabic repairs in Macedonian, „Lingua” 121 (2011), ss. 237–268, ISSN 0024-3841.
- The vocalic system of Kurpian, „Studies in Polish Linguistics” 6 (2011), ss. 81–98, ISSN 1732-8160.
- Slavic palatalization, in M. van Oostendorp, C. Ewen, B. Hume, and K. Rice (eds.), Companion to Phonology (2011), Oxford/Boston: Blackwell-Wiley, ss. 2908–2935, ISBN 978-1-4051-8423-6.
- Prevocalic Faithfulness, „Phonology” 25 (2008), ss. 433–468, ISSN 0952-6757.
- Mid Vowel Fronting in Ukrainian, „Phonology” 22 (2005), ss. 1–36, ISSN 0952-6757.
- Derivation in Optimality Theory: A Reply to Burzio, „Linguistic Inquiry” 35 (2004), ss. 656–670, ISSN 0024-3892.
- Duke-of-York Derivations in Polish, „Linguistic Inquiry” 34 (2003), ss. 601–629, ISSN 0024-3892.
- Polish Palatalization in Derivational Optimality Theory, „Lingua” 113 (2003), ss. 197–237, ISSN 0024-3841.
- Against Subsegmental Glides, „Linguistic Inquiry” 33 (2002), ss. 672–687, ISSN 0024-3892.
- Allomorphy in Optimality Theory: Polish Iotation, „Studies in Polish Linguistics” 77 (2001), ss. 26–60 (wspólnie z Geertem E. Booijem), ISSN 1732-8160.
- Backness Switch in Russian, „Phonology” 17 (2000), ss. 39–64, ISSN 0952-6757.
- Glide and Glottal Stop Insertion in Slavic Languages: A DOT Analysis, „Linguistic Inquiry” 31 (2000), ss. 271–317, ISSN 0024-3892.
- A Slovak Argument for the Onset - Rhyme Distinction, „Linguistic Inquiry” 29 (1998), ss. 168–179, ISSN 0024-3892.
- Shortening and Ambisyllabicity in English, „Phonology” 13 (1996), ss. 197–238, ISSN 0952-6757.
- Nonsyllabic Analysis of Voice Assimilation in Polish, „Linguistic Inquiry” 27 (1996), ss. 69–110, ISSN 0024-3892.
- Affricates as Strident Stops in Polish, „Linguistic Inquiry” 25 (1994), ss. 119–143, ISSN 0024-3892.
- Skeletal versus Moraic Representations in Slovak, „Studies in Polish Linguistics” 11 (1993), ss. 625–653, ISSN 1732-8160.
- Final Devoicing and Cyclic Syllabification in German, „Linguistic Inquiry” 21 (1990), ss. 79–94, ISSN 0024-3892.
- Syllable Structure Assignment in Polish, „Phonology” 7 (1990), ss. 121–158 (wspólnie z Geertem E. Booijem), ISSN 0952-6757.
- Postcyclic versus Postlexical Rules in Lexical Phonology, „Linguistic Inquiry” 18 (1987), ss. 1–44, ISSN 0024-3892.
- A Grid Theory of Stress in Polish, „Lingua” 66 (1985), ss. 281–320 (wspólnie z Geertem E. Booijem), ISSN 0024-3841.
- Lexical Phonology: Lexical and Postlexical Derivations, „Phonology Yearbook” 2 (1985), ss. 157–172, ISSN 0265-8062.
- Segmental Rules of English and Cyclic Phonology, „Studies in Polish Linguistics” 60 (1984), ss. 21–54, ISSN 1732-8160.
- Morphological and Prosodic Domains in Lexical Phonology, „Phonology Yearbook” 1 (1984), ss. 1–27 (wspólnie z Geertem E. Booijem), ISSN 0265-8062.